# Centauro (torpilleur)
Pour les articles homonymes, voir Centauro.
Le Centauro (fanion « CO ») était un torpilleur italien de la classe Spica - type Climene lancé en 1936 pour la Marine royale italienne (en italien : Regia Marina). 

## Conception et description
Les torpilleurs de la classe Spica devaient répondre au traité naval de Londres qui ne  limitait pas le nombre de navires dont le déplacement standard était inférieur à 600 tonnes. Hormis les 2 prototypes, 3 autres types ont été construits : Alcione, Climene et Perseo. Ils avaient une longueur totale de 81,42 à 83,5 mètres, une largeur de 7,92 à 8,20 mètres et un tirant d'eau de 2,55 à 3,09 mètres. Ils déplaçaient 652 à 808 tonnes à charge normale, et 975 à 1 200 tonnes à pleine charge. Leur effectif était de 6 à 9 officiers et de 110 sous-officiers et marins
Les Spica étaient propulsés par deux turbines à vapeur à engrenages Parsons , chacune entraînant un arbre d'hélice et utilisant la vapeur fournie par deux chaudières Yarrow. La puissance nominale des turbines était de 19 000 chevaux-vapeur (14 000 kW) pour une vitesse de 33 nœuds (61 km/h) en service, bien que les navires aient atteint des vitesses supérieures à 34 nœuds (62,97 km/h) lors de leurs essais en mer alors qu'ils étaient légèrement chargés. Ils avaient une autonomie de 1 910 milles nautiques (3 540 km) à une vitesse de 15 nœuds (27,7 km/h)
Leur batterie principale était composée de 3 canons 100/47 OTO Model 1937. La défense antiaérienne (AA) des navires de la classe Spica était assurée par 4 mitrailleuses jumelées Breda Model 1931 de 13,2 millimètres. Ils étaient équipés de 2 tubes lance-torpilles de 450 millimètres (21 pouces) dans deux supports jumelés au milieu du navire.  Les Spica étaient également équipés de  2 lanceurs de charges de profondeur et d'un équipement pour le transport et la pose de 20 mines.

## Construction et mise en service
Le Centauro est construit par le chantier naval Cantiere navale di Ancona à Ancône en Italie, et mis sur cale le 30 mai 1934. Il est lancé le 19 février 1936 et est achevé et mis en service le 16 juin 1936. Il est commissionné le même jour dans la Regia Marina.

## Histoire de service
En 1937, le navire est opérationnel dans le canal de Sicile.
Lors de l'entrée de l'Italie dans la Seconde Guerre mondiale, le Centauro fait partie du XIe escadron de torpilleurs basé à Tripoli, qu'il forme avec ses navires-jumeaux (sister ships) Cigno, Castore et Climene. Depuis le début de la guerre, le navire est principalement employé dans des missions d'escorte de convois vers et depuis la Libye et le long des côtes de la Cyrénaïque et de la Tripolitaine.
Le 21 juillet 1940, à 9h15, le torpilleur appareille de Benghazi en escortant le croiseur léger Bande Nere, mais peu après, il est frappé par une panne de gouvernail. Après réparation sous la protection du Bande Nere, qui croise autour de l'unité en panne, les deux navires poursuivent leur route vers Tripoli, où ils arrivent à 18h52 le 22.
Du 29 au 31 juillet, le Centauro et ses navires-jumeaux Circe, Clio et Climene escortent de Naples à Messine puis (avec le renfort des torpilleurs Airone, Alcione, Ariel et Aretusa) à Benghazi, dans l'opération "Trasporto Veloce Lento", un convoi formé par le transport de troupes Marco Polo et les croiseurs auxiliaires Città di Palermo et Città di Napoli.
Le 11 janvier 1941, le Centauro appareille de Tripoli pour escorter le navire à moteur Città di Messina à Benghazi, mais quatre jours plus tard, à deux heures de l'après-midi, ce dernier est torpillé et coulé à la position géographique de 32° 59′ N, 14° 11′ E (au large de Misrata) par le sous-marin britannique HMS Regent (N41). Le torpilleur, après avoir évité d'autres torpilles lancées contre lui, sauve 166 naufragés,. Sur le navire torpillé se trouvaient des membres du personnel de la 14e escadre (14º Stormo) de la Regia Aeronautica qui retournaient en Italie, dont un quartier-maître et 152 aviateurs sont morts.
Le 1er février, le Cigno et le Centauro quittent Benghazi pour escorter les vapeurs Multedo, Giovinezza et Utilitas à Tripoli. Le 3 février, le sous-marin britannique HMS Truant (N68) attaque le convoi avec trois torpilles lancées contre le Utilitas et le Giovinezza, qui sont cependant manquées, tandis qu'il n'y a aucune certitude sur la perte du Multedo s'il a été torpillé par le HMS Truant ou s'il a coulé pour d'autres causes.
Le 12 février, le convoi que le Centauro escorte, composé des navires marchands Tembien, Mauly et Leverkusen, est attaqué par le sous-marin britannique HMS Utmost (N19) à la position géographique de 35° 41′ N, 23° 01′ E. Le résultat de l'attaque est l'endommagement du Mauly.
Le 10 mars, le Centauro et son navire-jumeau Clio quittent Tripoli et sont rejoints par deux convois (transports Ankara, Marburg, Kybfels et Reichenfels escortés par les destroyers Vivaldi, da Noli, Malocello, Folgore et Lampo; navires à moteur Andrea Gritti et Sebastiano Venier escortés par les torpilleurs Alcione, Pallade et Polluce).
Dans les jours qui suivent le 16 avril, le torpilleur participe avec de nombreuses autres unités aux opérations de sauvetage des naufragés du convoi "Tarigo", détruit par les destroyers britanniques après une violente bataille (Bataille des îles Kerkennah): sur environ 3 000 personnes à bord des navires coulés, les survivants s'avèrent être 1 248.
Du 5 au 7 mai, avec les destroyers Fulmine et Euro et les torpilleurs Cigno, Orsa, Procione et Perseo, l'unité escorte un convoi de vapeurs Marburg, Kybfels, Rialto, Reichenfels et Marco Polo sur la route de Tripoli à Palerme.
Au cours de l'année 1941, les mitrailleuses de 13,2 mm, peu efficaces, sont débarquées et remplacées par 6 à 10 canons de 20/65 mm, plus efficaces,.
Du 16 au 18 juillet de la même année, le Centauro escorte (avec les destroyers Gioberti, Geniere, Lanciere ed Oriani) un convoi de transports de troupes Marco Polo, Neptunia et Oceania sur la route Tarente-Tripoli (il y a également une escorte indirecte assurée par les croiseurs Trieste et Bolzano et par les destroyers Carabiniere, Ascari et Corazziere). Tous les navires arrivent à destination sains et saufs, évitant même une attaque du sous-marin britannique HMS Unbeaten (N93) dirigée contre le Oceania,.
Du 19 au 22 juillet, le navire, avec le vieux torpilleur Montanari, escorte le pétrolier Panuco de Tripoli à Palerme.
Le 4 septembre 1941, le Centauro et le Pallade quittent Tripoli pour escorter les navires à vapeur Sirena, Sparviero et Imperia jusqu'à Benghazi, mais le lendemain, le Pallade est envoyé ailleurs, ne laissant que le Centauro pour protéger les trois navires marchands. Le 7 septembre, à la suite d'une attaque du sous-marin britannique HMS Thunderbolt (N25), le Sirena est coulé à une cinquantaine de milles nautiques (92 km) à l'ouest de Benghazi.
Quelques jours plus tard, le Centauro et le Polluce reprennent l'ancien torpilleur Fabrizi à Messine pour escorter les navires marchands allemands Livorno et Spezia vers Benghazi. Le 11 septembre, le HMS Thunderbolt attaque le convoi au large de Béjaïa et touche le Livorno, qui coule à la position géographique de 31° 58′ N, 19° 23′ E, tandis que les autres navires atteignent leur destination dans la journée.
Le 18 novembre, le convoi que le Centauro escorte est attaqué par des bombardiers-torpilleurs britanniques: la réaction du torpilleur réussit à abattre trois avions ennemis.
Le 23 novembre, le torpilleur quitte Tripoli avec le destroyer Sebenico pour escorter, dans la dernière étape du voyage, le navire à moteur moderne Fabio Filzi venant de Trapani avec l'escorte des destroyers Saetta et Usodimare.
A 17h40 du 13 décembre, il appareille de Tarente avec les cuirassés Littorio et Vittorio Veneto, les destroyers Granatiere, Bersagliere, Fuciliere et Alpino et le torpilleur Clio (formation ensuite renforcée par l'envoi des destroyers Vivaldi, Malocello, da Recco, da Noli et Zeno) pour servir de force de couverture à l'opération "M 41" (trois convois vers la Libye composés de 6 navires marchands, 5 destroyers et un torpilleur), qui est cependant ravagée par des attaques de sous-marins, qui coulent deux transports (le Fabio Filzi et le Carlo del Greco) et endommagent sérieusement le cuirassé Vittorio Veneto,,.
Le 20 juin 1942, le Centauro appareille de Naples avec les destroyers da Recco et Strale pour escorter vers Tripoli le navire à moteur Pilo et le vapeur Reichenfels (avec un chargement total de 290 hommes, 4 chars, 376 véhicules, 638 tonnes de carburant, 7 117 tonnes d'autres fournitures),. Au cours de la nuit suivante, le Strale, qui a du mal à maintenir son cap et à rester en formation, s'échoue près de Ras el Amar, subissant de lourds dommages,,. Sur les ordres du chef d'escorte Cocchia, embarqué sur le da Recco, le Centauro est détaché pour porter assistance à l'unité échouée,. Une fois arrivé sur les lieux, cependant, le torpilleur ne peut que constater l'irréparabilité des dégâts causés par le destroyer et repart après avoir embarqué l'équipage,,.
Le 17 octobre, le torpilleur appareille de Naples pour escorter vers Tripoli, avec les destroyers Ascari, Da Noli, da Verrazzano, Oriani et Gioberti, le convoi " C " (navires à vapeur Saturno, Beppe, Titania, Capo Orso). A 8h40 le 19 octobre, le sous-marin britannique HMS Utmost attaque le convoi, mais ne parvient à toucher aucun navire avec ses torpilles.
Le 4 novembre 1942, le Centauro est amarré dans le port de Benghazi (occupé par les forces britanniques deux semaines plus tard), lorsque, au cours d'un raid aérien anglo-américain, il est touché à plusieurs reprises par quelques bombes et, incendié, coule dans les eaux du port.

### Commandement
- Lieutenant de vaisseau (Tenente di vascello) Renato Lo Monaco (né à Naples le 4 novembre 1909) (10 juin 1940 - mars 1941)

## Sources
- (it) Cet article est partiellement ou en totalité issu de l’article de Wikipédia en italien intitulé « Centauro (torpediniera) » (voir la liste des auteurs).